# ホバート国際
ホバート国際（Hobart International）は、オーストラリア・ホバートのホバート・インターナショナル・テニスセンターで開催されている女子プロテニスツアーのWTAテニストーナメント大会。カテゴリはWTA250。
1994年から毎年1月中旬に開催されている。サーフェスは屋外ハードコート。冠スポンサーは1994年大会はタスマニア州政府が、1995年と1996年大会はコカ・コーラ・アマティル社が、1997年から2002年大会まではオーストラリア・ニュージーランド銀行がそれぞれ務め、2003年から2013年まではモーリラ・エステートが務めた。大会開始から一貫して全豪オープンの前週に開催されており、同大会の前哨戦として位置づけられている大会である。

## 大会歴代優勝者

### シングルス
| 年   | 優勝                           | 準優勝                               | 試合結果         |
| ---- | ------------------------------ | ------------------------------------ | ---------------- |
| 2024 | エマ・ナヴァッロ               | エリーズ・メルテンス                 | 6–1, 4–6, 7–5    |
| 2023 | ローレン・デービス             | エリザベッタ・コッチャレット         | 7–6(7–0), 6–2    |
| 2022 | 開催されず                     | 開催されず                           | 開催されず       |
| 2021 | 開催されず                     | 開催されず                           | 開催されず       |
| 2020 | エレーナ・リバキナ             | 張帥                                 | 7–6(7), 6–3      |
| 2019 | ソフィア・ケニン               | アンナ・カロリナ・シュミエドロバ     | 6–3, 6–0         |
| 2018 | エリーズ・メルテンス           | ミハエラ・ブザルネスク               | 6–1, 4–6, 6–3    |
| 2017 | エリーズ・メルテンス           | モニカ・ニクレスク                   | 6–3, 6–1         |
| 2016 | アリーゼ・コルネ               | ウージニー・ブシャール               | 6–1, 6–2         |
| 2015 | ヘザー・ワトソン               | マディソン・ブレングル               | 6–3, 6–4         |
| 2014 | ガルビネ・ムグルサ             | クララ・ザコパロバ                   | 6–4, 6–0         |
| 2013 | エレーナ・ベスニナ             | モナ・バルテル                       | 6-3, 6-4         |
| 2012 | モナ・バルテル                 | ヤニナ・ウィックマイヤー             | 6-1, 6-2         |
| 2011 | ヤルミラ・グロート             | ベサニー・マテック＝サンズ           | 6-4, 6-3         |
| 2010 | アリョーナ・ボンダレンコ       | シャハー・ピアー                     | 6–2, 6–4         |
| 2009 | ペトラ・クビトバ               | イベタ・ベネソバ                     | 7–5, 6–1         |
| 2008 | エレニ・ダニリドゥ             | ベラ・ズボナレワ                     | 試合前棄権       |
| 2007 | アンナ・チャクベタゼ           | バシリサ・バルディナ                 | 6–3, 7–6(3)      |
| 2006 | ミハエラ・クライチェク         | イベタ・ベネソバ                     | 6–2, 6–1         |
| 2005 | 鄭潔                           | ヒセラ・ドゥルコ                     | 6–2, 6–0         |
| 2004 | エミー・フレージャー           | 浅越しのぶ                           | 6–3, 6–3         |
| 2003 | アリシア・モリク               | エミー・フレージャー                 | 6–2, 4–6, 6–4    |
| 2002 | マルチナ・スーハ               | アナベル・メディナ・ガリゲス         | 7–6(7), 6–1      |
| 2001 | リタ・グランデ                 | ジェニファー・ホプキンス             | 0–6, 6–3, 6–3    |
| 2000 | キム・クライシュテルス         | チャンダ・ルビン                     | 2–6, 6–2, 6–2    |
| 1999 | チャンダ・ルビン               | リタ・グランデ                       | 6–2, 6–3         |
| 1998 | パティ・シュナイダー           | ドミニク・ファン・ルースト           | 6–3, 6–2         |
| 1997 | ドミニク・ファン・ルースト     | マリアン・ワーデル＝ウィットマイヤー | 6–3, 6–3         |
| 1996 | ジュリー・アラール＝デキュジス | 遠藤愛                               | 6–1, 6–2         |
| 1995 | レイラ・メスヒ                 | 李芳                                 | 6–2, 6–3         |
| 1994 | 遠藤愛                         | レイチェル・マッキラン               | 6–1, 6–7(1), 6–4 |

### ダブルス
| 年   | 優勝                                                        | 準優勝                                                      | 試合結果               |
| ---- | ----------------------------------------------------------- | ----------------------------------------------------------- | ---------------------- |
| 2024 | 詹皓晴 (2) ジュリアーナ・オルモス                           | 郭涵煜 ジアン・シンユー                                     | 6–3, 6–3               |
| 2023 | キルステン・フリプケンス ラウラ・シグムント                 | ビクトリヤ・ゴルビッチ パンナ・アドゥヴァーディ             | 6–4, 7–5               |
| 2022 | 開催されず                                                  | 開催されず                                                  | 開催されず             |
| 2021 | 開催されず                                                  | 開催されず                                                  | 開催されず             |
| 2020 | ナディア・キチェノク サニア・ミルザ                         | 彭帥 張帥                                                   | 6–4, 6–4               |
| 2019 | 詹皓晴 ラティシア・チャン                                   | キルステン・フリプケンス ヨハンナ・ラーション               | 6–3, 3–6, [10–6]       |
| 2018 | エリーズ・メルテンス デミ・シュールス                       | 二宮真琴 リュドミラ・キチェノク                             | 6–2, 6–2               |
| 2017 | ラルカ・オラル オリガ・サブチュク                           | ガブリエラ・ダブロウスキー 楊釗煊                           | 0–6, 6–4, [10–5]       |
| 2016 | 韓馨蘊 クリスティナ・マクヘール                             | キンバリー・ビレル ヤルミラ・ウルフ                         | 7–5, 6–3               |
| 2015 | キキ・ベルテンス ヨハンナ・ラーション                       | ビタリア・ディアチェンコ モニカ・ニクレスク                 | 7–5, 6–3               |
| 2014 | クララ・ザコパロバ モニカ・ニクレスク                       | リサ・レイモンド 張帥                                       | 6–2, 6–7(5), [10–8]    |
| 2013 | ガルビネ・ムグルサ マリア・テレサ・トロ・フロル             | ティメア・バボシュ マンディ・ミネラ                         | 6-3, 7-6(5)            |
| 2012 | イリーナ＝カメリア・ベグ モニカ・ニクレスク                 | 荘佳容 マリーナ・エラコビッチ                               | 6-7(4), 7-6(4), [10-5] |
| 2011 | サラ・エラニ ロベルタ・ビンチ                               | カテリナ・ボンダレンコ リガ・デクメイエレ                   | 6–3, 7–5               |
| 2010 | 荘佳容 クベタ・ペシュケ                                     | 詹詠然 モニカ・ニクレスク                                   | 3–6, 6–3, 10–7         |
| 2009 | ヒセラ・ドゥルコ フラビア・ペンネッタ                       | アリョーナ・ボンダレンコ カテリナ・ボンダレンコ             | 6–2, 7–6(4)            |
| 2008 | アナベル・メディナ・ガリゲス ビルヒニア・ルアノ・パスクアル | エレニ・ダニリドゥ ヤスミン・ヴェール                       | 6–2, 6–4               |
| 2007 | エレーナ・リホフツェワ エレーナ・ベスニナ                   | アナベル・メディナ・ガリゲス ビルヒニア・ルアノ・パスクアル | 2–6, 6–1, 6–2          |
| 2006 | エミリー・ロワ ニコル・プラット                             | ジル・クレイバス エレナ・コスタニッチ                       | 6–2, 6–1               |
| 2005 | 晏紫 鄭潔                                                   | アナベル・メディナ・ガリゲス ディナラ・サフィナ             | 6–4, 7–5               |
| 2004 | 浅越しのぶ 岡本聖子                                         | エルス・カレンズ バルバラ・シェット                         | 2–6, 6–4, 6–3          |
| 2003 | カーラ・ブラック エレーナ・リホフツェワ                     | バルバラ・シェット パトリシア・ワーツシュ                   | 7–5, 7–6(3)            |
| 2002 | タチアナ・ガルビン リタ・グランデ                           | キャサリン・バークレー クリスティナ・ウィーラー             | 6–2, 7–6(3)            |
| 2001 | カーラ・ブラック エレーナ・リホフツェワ                     | ルクサンドラ・ドラゴミル ビルヒニア・ルアノ・パスクアル     | 6–4, 6–1               |
| 2000 | リタ・グランデ エミリー・ロワ                               | キム・クライシュテルス アリシア・モリク                     | 6–2, 2–6, 6–3          |
| 1999 | マリアン・デ・スウォート エレナ・タタルコワ                 | アレクシア・デショーム エミリー・ロワ                       | 6–2, 6–2               |
| 1998 | ビルヒニア・ルアノ・パスクアル パオラ・スアレス             | ジュリー・アラール＝デキュジス ヤネッテ・フサロバ           | 7–6(6), 6–3            |
| 1997 | 雉子牟田直子 宮城ナナ                                       | バルバラ・リットナー ドミニク・ファン・ルースト             | 6–3, 6–1               |
| 1996 | ヤユク・バスキ 長塚京子                                     | ケリー・アン・グース 朴晟希                                 | 7–6(7), 6–3            |
| 1995 | 長塚京子 杉山愛                                             | マノン・ボーラグラフ ラリサ・ネーランド                     | 2–6, 6–4, 6–2          |
| 1994 | リンダ・ワイルド チャンダ・ルビン                           | ジェニー・バーン レイチェル・マッキラン                     | 7–5, 4–6, 7–6(1)       |